# شاين بيرن
شاين بيرن (بالإنجليزية: Shane Byrne)‏ (25 أبريل 1993 في جمهورية أيرلندا - ) هو لاعب كرة قدم أيرلندي في مركز الوسط. شارك مع منتخب جمهورية أيرلندا تحت 17 سنة لكرة القدم ومنتخب جمهورية أيرلندا تحت 19 سنة لكرة القدم. أما مع النوادي، فقد لعب مع ليستر سيتي ونادي بوري ونونيتون بورو ‏ ونادي كوربي تاون وBray Wanderers F.C. ‏.

## وصلات خارجية
- شاين بيرن على موقع قاعدة بيانات كرة القدم.إي يو (الإنجليزية)
- شاين بيرن على موقع Soccerbase.com (لاعب) (الإنجليزية)
- شاين بيرن على موقع Soccerway.com (الإنجليزية)